# Jock Sturrock
Alexander Stuart "Jock" Sturrock (Melbourne, 14 de maio de 1915 — 11 de julho de 1997) foi um velejador australiano, medalhista olímpico. Ele competiu nos Jogos Olímpicos de Verão de 1956 na classe 5.5 Metre e conquistou a medalha de bronze a bordo do Buraddoo, ao lado de Douglas Buxton e Devereaux Mytton.
Ele venceu mais de quatrocentas regatas de campeonatos de iate internacionais, nacionais, estaduais e de clubes. Ele ganhou seu primeiro campeonato vitoriano, no Cadet Dinghy "Aurcol" de 12 pés, em 1929, quando tinha 14 anos. Como atleta, representou a Austrália em quatro Jogos Olímpicos. Ele alcançou reconhecimento público internacional quando comandou o primeiro desafio da Austrália pela America's Cup em Gretel em 1962. Entre 1972 e 1980, foi membro do Comitê de Angariação de Fundos Olímpicos.
Sturrock foi reconhecido como o Australiano do Ano de 1962, o Velejador Australiano do Ano de 1962 e o Esportista Australiano do Ano de 1962 (Troféu Lindy). Em 1975, foi nomeado Membro da Ordem do Império Britânico (MBE) pelos serviços prestados ao iatismo. Em 1985 ele foi introduzido no Hall da Fama do Sport Australia como um 'Membro Atleta', e em 1994 foi elevado a uma 'Lenda do Esporte Australiano'.